# Nação Royal Bafokeng
A Nação Royal Bafokeng é a pátria étnica do povo Bafokeng. A nação cobre 2.060 km² na província do Noroeste da África do Sul, e sua capital administrativa é Phokeng.
Os bafokengs são compostos por cerca de 300.000 pessoas, sendo que aproximadamente 160.000 pessoas vivem em uma área a 150 km ao noroeste de Johannesburgo. A Nação Royal Bafokeng reteve sua identidade cultural única e estruturas tradicionais de liderança. Seu líder é um Kgosi (rei) hereditário, atualmente Kgosi Leruo Molotlegi.

## Cidades-irmãs
Entre as cidades irmãs da Nação Royal Bafokeng como designadas pela Sister Cities International estão:
- Condado de Prince George's, Maryland, EUA